# Arendal Fotball
Arendal Fotball is een Noorse voetbalclub uit Arendal. De club is een navolger van FK Arendal.

## FK Arendal

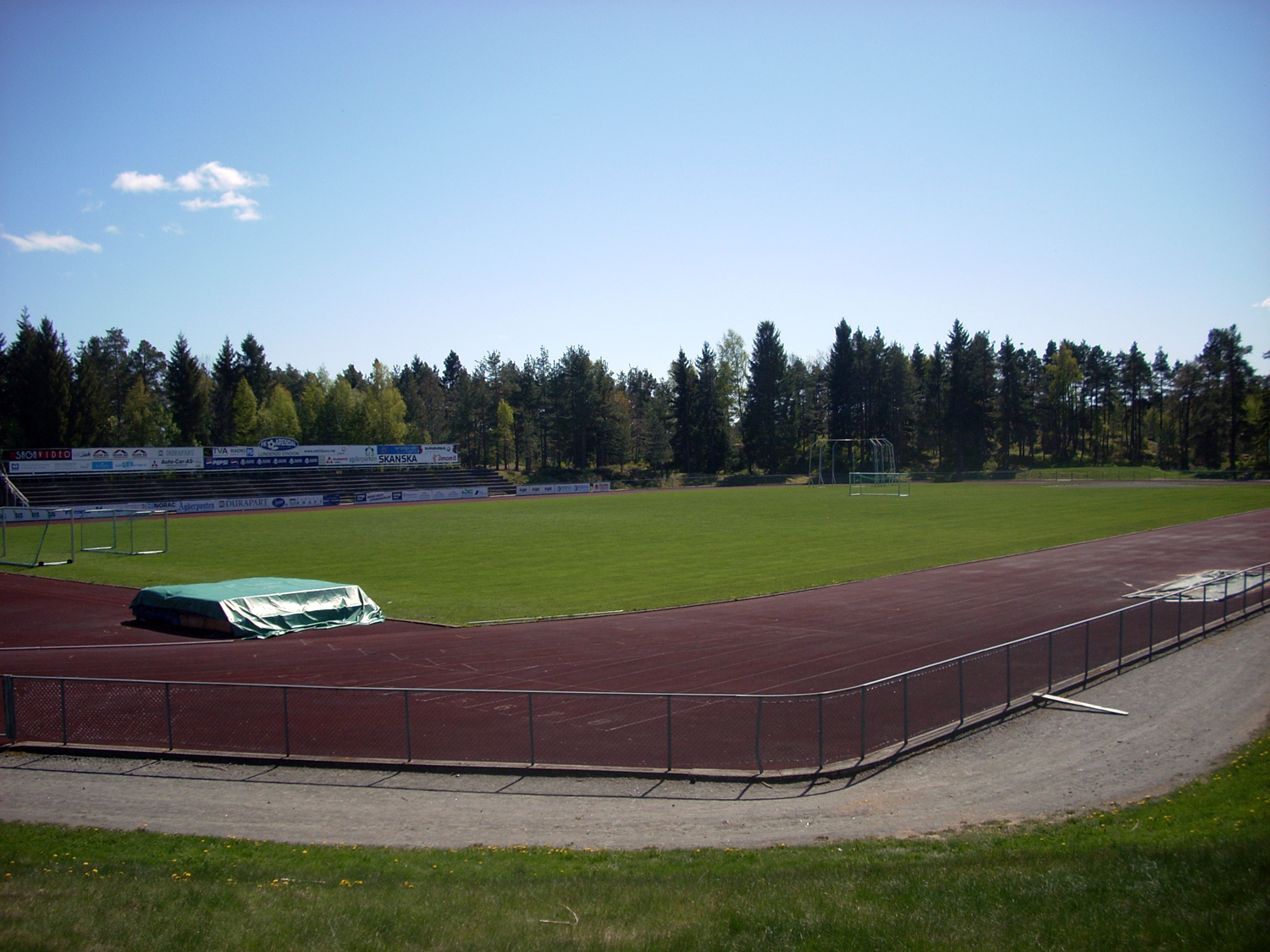
Het Lunderød stadion

Fotballklubben Arendal werd opgericht op 29 mei 2000 en begon in de 3. Divisjon. Arendal promoveerde in 2003 en 2006 naar de 2. Divisjon, maar degradeerde telkens in het daaropvolgende seizoen.
De club was een samenwerkingsverband tussen Arendal BK, Favør, Grane, Hisøy, Rygene, Sørfjell, Trauma en Øyestad. Er werd gespeeld in het Lunderød stadion. Op 2 juni 2008 werd de club failliet verklaard en opgeheven.

## Arendal Fotball
Op 27 september 2010 werd Arendal Fotball opgericht als nieuwe samenwerking tussen IK Grane en IF Trauma. Er wordt gespeeld in het Bjønnes stadion. De club begon in 2011 in de 3. Divisjon en promoveerde in 2012 naar de 2. Divisjon. In 2016 won Arendal haar poule en promoveerde naar de 1. divisjon. Het avontuur in de op een na hoogste divisie in Noorwegen duurde slechts één seizoen; Arendal Fotball eindigde in 2017 als zestiende en laatste, met slechts vijf overwinningen in dertig duels, waardoor de club degradeerde, net als Elverum.